# 鄭虎星
鄭 虎星（チョン・ホソン、朝鮮語: 정호성、1969年- )は、大韓民国の大統領秘書室付属秘書官を務めた人物。アン・ボングン、李在万とともに、「ドアノブ3人衆」と称された。崔順実ゲート事件において、検察の調査を受けている。チョンは、朴槿恵政権の第2代政策調整首席秘書官であった安鐘範とともに、被疑者として検察に出頭して調査を受けた。チョンは、崔順実（チェ・スンシル）、チャン・シホ（崔順実の姪）、安鐘範、チャ・ウンテク、ソン・ソンガク（송성각：チャ・ウンテクの知人）とともに、検察に逮捕された。その後、崔順実、安鐘範とともに、裁判所に起訴された。2017年1月5日には、崔順実ゲート事件の初公判に被告の一人として出席した。チョンが携帯電話に残した録音は、安鍾範の業務手帳とともに、朴槿恵大統領が事件に関与していたことを示す証拠となると報じられた。